# Mazen Dana
Mazen Dana (àrab: مازن دعنا, Māzin Daʿnā) (?, Palestina, 1962 - Bagdad, 17 d'agost de 2003) va ser un periodista palestí que va treballar com a càmera per a Reuters. Va estar una dècada cobrint el conflicte israelià-palestí a Hebron a Cisjordània, fet pel qual li va ser atorgat el 2001 el Premi Internacional de Llibertat de Premsa (en anglès: International Press Freedom Award) del Comitè per la Protecció de Periodistes (en anglès: Committee to Protect Journalists). Va ser assassinat pels trets dels soldats de l'Exèrcit dels Estats Units el 17 d'agost de 2003.

## Feina a Hebron
Dana va treballar per Reuters durant més de deu anys, majoritàriament a la seva ciutat natal d'Hebron. Segons el Comitè per la Protecció dels Periodistes (CPJ), Dana fou ferit en diverses ocasions durant la seva carrera. Al maig del 2000, va ser colpejat a la cama per una bala de goma israeliana mentre filmava palestins llençant pedres. Al juliol d'aquell any, va ser colpejat fins a la inconsciència per jueus d'un assentament, als quals intentava filmar. També va ser colpejat al cap amb la porta d'una ambulància per part d'un policia israelià. L'octubre d'aquell any, va rebre un altre tret a la cama.
Al març del 2003, l'empresa Reuters l'havia destinat lluny d'Hebron per la seva pròpia seguretat. Va comentar a un reporter de Frontline (PBS): «La meva família és feliç amb això, però realment, jo no sóc feliç, perquè m'agrada la càmera, i m'agrada ser aquí. Quan deixi la càmera, vull deixar-la per mi mateix, no perquè m'obliguin a deixar-la.»

## Tiroteig de l'Exèrcit dels Estats Units
El 17 d'agost de 2003, durant la Guerra d'Iraq, mentre intentava gravar una patrulla de tancs als afores de la Presó d'Abu Ghraib (Bagdad), va rebre un tret d'un soldat de l'Exèrcit dels Estats Units que li va provocar la mort. El soldat va confondre la seva càmera amb un llançamíssils i va disparar, encertant a Dana quatre cops al pit. Encara que els soldats es van adonar del seu error i van demanar ajuda mèdica, va morir allà mateix. Es va convertir en el segon càmera mort en un conflicte de l'agència Reuters, i el dissetè periodista.
Els periodistes que anaven amb Dana van descriure les accions dels soldats com a imprudents i «boges». Van declarar que els soldats els havien vist mitja hora abans del tiroteig i que havien de ser conscients de que no eren insurgents. Stephan Breitner, de França 2, va declarar que, «vam ser tots allà com a mínim mitja hora. Sabien que érem periodistes. Després de disparar a Mazen, van apuntar les seves pistoles a nosaltres. No penso que fos un accident.» Un portaveu de l'Exèrcit va declarar l'incident «una tragèdia terrible» i va afegir, «et puc assegurar que ningú se sent pitjor que el soldat que va disparar els trets.»
El cap executiu de Reuters, Tom Glocer, va descriure la seva mort com a «dura de suportar» i va fer una declaració «demanant personalment a les capes més altes del Govern dels Estats Units que iniciés una investigació completa i comprensiva sobre la tragèdia.» El Comitè per a la Protecció dels Periodistes també va escriure al secretari de defensa dels Estats Units, Donald Rumsfeld, sol·licitant una investigació completa. El secretari general de Reporters sense fronteres, Robert Menard, va criticar l'Exèrcit dels Estats Units per les seves «espifiades» i pel seu fracàs en l'intent de dur a terme investigacions serioses sobre l'assassinat de periodistes.
Els soldats van ser absolts de cap sospita després de la investigació de l'Exèrcit dels Estats Units. L'informe declarava que l'incident fou «tràgic i lamentable» però que els soldats tenien la «certesa raonable» de que Dana estava a punt d'atacar-los. Reuters va disputar la conclusió de la investigació, declarant que els soldats havien fallat en el moment de comunicar-se adequadament.

## Familia
Mazen Dana estava casat amb Suzan Dana, amb qui va tenir quatre fills.

## Reconeixement
Al 2001, Dana va rebre el Premi Internacional de Llibertat de Premsa del CPJ. L'entitat l'elogiava per «cobrir una de les zones més perilloses del món, la ciutat cisjordana d'Hebron, on els periodistes sovint són marcats com a objectius de la violència.» En acceptar el premi Dana digué, «Les paraules i les imatges són de confiança pública. Per aquesta raó, continuaré amb la meva feina malgrat tots els tràngols, fins i tot si em costa la vida.»